# Agrodiaetus askhabadica
Agrodiaetus askhabadica är en fjärilsart som beskrevs av Forster 1960. Agrodiaetus askhabadica ingår i släktet Agrodiaetus och familjen juvelvingar. Inga underarter finns listade i Catalogue of Life.